# 고린토인들에게 보낸 둘째 편지

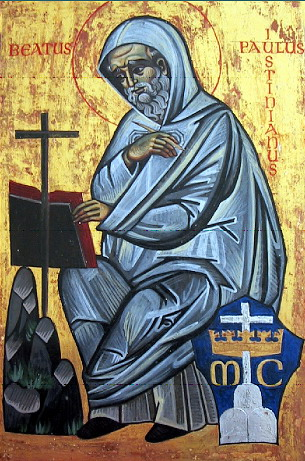

고린토인들에게 보낸 둘째 편지는 신약성경 중 한 권으로, 바울로 서신중 하나이며 디모테오 역시 공동저자로 인정된다. 천주교 성경에서는 코린토 신자들에게 보낸 둘째 서간, 표준새번역과 한글개역판에서는 고린도후서로 번역했다. 현재 그리스에 위치한 코린토스교회와 아하이아현의 신자들에게 전송된 편지이다.

## 구성
사도 바울로가 이 서신의 저자라는 것에는 대부분의 학자들이 동의하나, 이 서신이 본래 하나의 편지인지 아니면 여러 편지를 엮은 것인지에 대해서는 논의가 이루어지고 있다.
신약성경에는 코린토스(고린토) 교회에 보낸 편지들 중 두개만 실려있지만, 최소한 네 개 이상의 편지가 교회에 전달되었고 한 장 이상의 답장이 바울로에게 전달되었음을 나타내는 증거들이 본문에 있다. 이는 다음과 같다.
1. 첫째 편지 5:9("내가 여러분에게 쓴 편지에서 음란한 사람들과 사귀지 말라고 했지만", 공동번역 성서)에서 이전에 보낸 편지의 내용을 참조하고 있다. 이 편지는 경고 편지(warning letter) 또는 이전 편지(previous letter)라고 불린다.
2. 고린토인들에게 보낸 첫째 편지
3. 둘째 편지 2:3-4와 7:8에서는 엄중한 편지(severe letter) 또는 눈물의 편지라고 불리는 편지를 참조하고 있다. 첫째 편지에서는 이 편지를 언급하고 있지 않으니, 마음을 아프게 한 편지는 첫째와 둘째 편지 사이에 쓰여진 것으로 추정된다.
4. 고린토인들에게 보낸 둘째 편지

첫째 편지 7장 1절에서는 첫째 편지가 이전에 고린토 교회에서 바울로에게 전송한 질문에 대한 답변하고 있음이 나타난다.
이전까지는 부드러운 어조로 적히던 둘찌니 편지가 10-13장에서 따끔하게 책망하는 어조로 급히 전환되는 것을 보고, 많은 사람들이 엄중한 편지의 일부가 어떤 경로로 본문에 첨가되었을 것으로 추측한다. 그러나 이 내용은 둘째 편지 본래의 것이라고 주장하는 사람들과, 10-13의 내용이 혹독한 편지가 아닌 후의 다른 편지들로부터 첨가된 것이라고 주장하는 사람들 역시 존재한다.
8-9장에서 글의 주제가 이전과 달리 갑작스레 바뀌는 것을 보고, 몇몇 학자들은 8-9장이, 심지어는 8장과 9장의 내용 역시 각각 다른 편지의 내용이었을 것이라고 주장하기도 한다. 그러나 다른 학자들은 이러한 주장에 반대한다.
일부 학자들은 경고 편지의 내용을 1-9장에서 찾는데, 6:14-7:1에 그 내용이 보존되어 있다는 식의 주장이다. 그러나 이와 같은 주장은 말 그대로 일부에 불과하다.

## 구조
일반적으로 다음의 네 부분으로 나뉜다.
- 1:1–11 – 문안인사
- 1:12 – 7:16 – 사도권을 보호하며 고린도 교회에 대한 사랑을 표현
- 8:1 – 9:15 – 예루살렘 교회의 가난한 성도들을 위한 헌금을 모을 것을 권면
- 10:1 – 13:10 – 바울로의 사도권에 대한 변호
- 13:11–13 – 축도

## 내용
- 1장 : 인사, 환난과 하느님의 위로, 고린토 교회 방문 연기 (2장으로 이어짐.)
- 2장 : 고린토 방문 연기, 잘못된 자에 대한 용서, 티토에 대한 불안, 우리는 그리스도의 향기
- 3장 : 새 계약과 일꾼
- 4장 : 신약시대 사탄의 정의, 질그릇에 담긴 보물, 믿음에 따른 삶 (5장으로 이어짐.)
- 5장 : 믿음에 따른 삶, 화해의 봉사직 (6장으로 이어짐.)
- 6장 : 화해의 봉사직, 우리는 살아 계신 하느님의 성전 (7장으로 이어짐.)
- 7장 : 우리는 살아 계신 하느님의 성전, 회개의 정의, 회개에 대한 바울로의 기쁨.
- 8장 : 그리스도인의 연보, 티토 일행의 파견
- 9장 : 형제들을 돕는 일, 헌금의 방법.
- 10장 : 자기의 사도직을 옹호하는 바울
- 11장 : 그리스도인의 간단 명료함, 바울로와 거짓 사도들, 사도로서 겪는 고난
- 12장 : 바울로가 받은 환시와 계시, 고린도 교회에 대한 염려
- 13장 : 진리의 정의, 마지막 경고와 인사

고린토인들에게 보낸 둘째 편지에서 바울로는 자신을 하느님에 의해 임명된 예수 그리스도의 사도라고 언급하며, 고린토 교회가 고통스러운 방문을 다시 받는 일은 없을것이라며 안심시키는 동시에 그가 하는 말은 고통을 주기 위함이 아닌 사랑을 표현하기 위한 것이라고 말하고 있다. 둘째 편지는 고린도전서에 비하면 짧은 길이를 가지고 있지만, 고린토 교회의 사회/종교/경제적 상황을 알지 못하면 헷갈릴만한 부분이 조금 있다. 바울로는 고린토 교회의 상황이 복잡하며 또한 공격받고 있다고 느꼈다.
바울로는 갈라디아 등 그의 사도권을 받아들인 다른 교회들과 비교했을 때, 고린토 교인 일부가 바울로의 사도됨에 도전하는 것에 대해 염려하고 있다. 그는 자신이 말하고 쓴 것에 대해 비판받는 가운데, 자신의 중요한 가르침들로부터 자기 자신을 변호하기 위한 내용을 찾는다. 바울로는 다른 사람들을 용서하는 것의 중요성, 살아계신 하느님의 성령(둘째 편지 3:3)으로 쓴 새 언약, 그리스도의 사람이 되는 것, 예루살렘의 성도들을 관대히 돕는것에 대해 서술하고 있으며, 하느님께서 그의 인생을 어떻게 바꾸셨는지에 대한 경험으로 편지를 마친다.

## 독특성
이스턴 성서사전에서는 다음과 같이 기술되어있다.
이 서신은 다른 어떤 서신보다도 사도의 개성을 잘 드러내고 있다. "인간의 연약함, 영적 강건함, 부드러운 애정, 상처받은 마음, 엄격함, 힐난함, 자기변호에 열중함, 겸손, 정당한 자아존중, 약한 자와 상처받은 자에 대한 열정, 그리스도의 교회와 그 교인의 영적 성숙에 대한 열정이 그가 간구하는 중에 다 드러나있다." —Lias, Second Corinthians.

## 학자
- 조지 H. 거스리 – 잭슨의 유니언대학의 교수
- 래리 웰본 – 뉴욕 브롱크스에 위치한 포덤 대학교의 교수

## 같이 보기
- 고린도후서의 본문 다양성
- 고린토인들에게 보낸 첫째 편지
- 고린토인들에게 보낸 셋째 편지
- 고린토인들에게 보낸 둘째 편지 11장 19절
- 바울로 서신의 저자